# Christodoulos Panayiotou

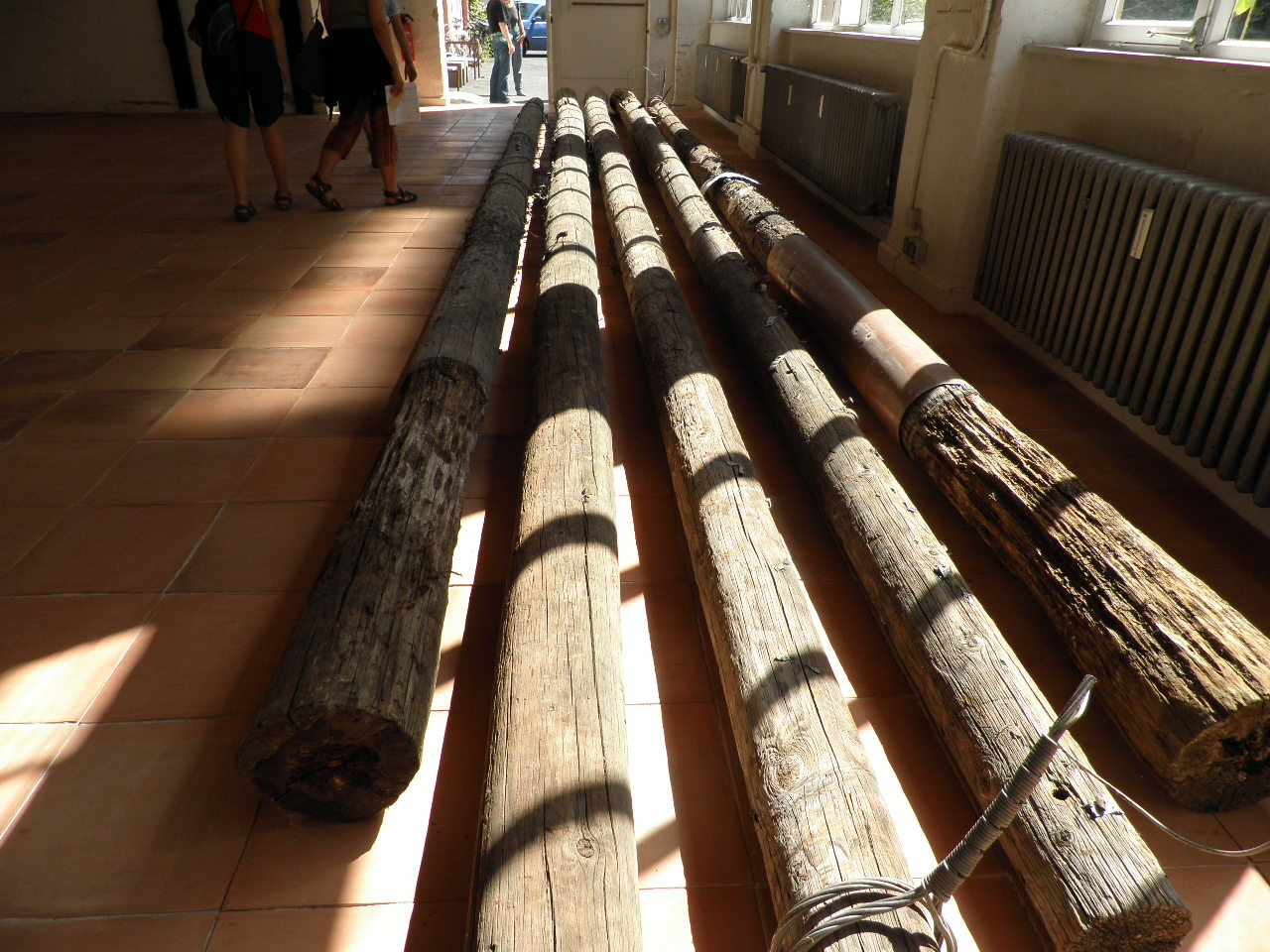
Odos Anexartisias (2012)

Christodoulos Panayiotou, född 1978 i Limassol är en cypriotisk konstnär som lever och verkar i Limassol och Paris, ofta inriktad på antropologisk eller arkeologisk konst. Han är mest känd för att ha deltagit i dOCUMENTA (13) i Kassel, Tyskland, för svensk publik främst utställningen Dagar och sekler 2013 –2014 på Moderna museet.
Han har haft separatutställningar i Casino Luxembourg, Luxemburg; Center for Contemporary Art, Kitakyushu, Japan; Centre d’art contemporain de Brétigny, Brétigny-Sur-Orge, Frankrike; The Contemporary Art Museum, St. Louis, Missouri; Museum of Contemporary Art, Leipzig; 'Kunsthalle Zürich, Schweitz och Cubitt, London, Storbritannien samt grupputställningar vid exempelvis Documenta 13; CCA Wattis Institute for Contemporary Arts, San Francisco; Foundation Joan Miró, Barcelona; Witte de With, Rotterdam; Bonniers Konsthall, Stockholm; Philadelphia Museum of Art, Philadelphia; Ashkal Alwan Center for Contemporary Arts, Beirut; Artist Space, New York, Museum of Contemporary Art, Miami.
Han mottog DESTE-priset år 2005 och The Future of Europe Prize, Museum of Contemporary Art, Leipzig 2011. Han var IASPIS-stipendiat i Stockholm 2009.